# Distrito electoral de Hardy (condado de Nuckolls, Nebraska)
Hardy (en inglés: Hardy Precinct) es un distrito electoral ubicado en el condado de Nuckolls en el estado estadounidense de Nebraska. En el Censo de 2010 tenía una población de 340 habitantes y una densidad poblacional de 1,82 personas por km².

## Geografía
Hardy se encuentra ubicado en las coordenadas 40°3′10″N 97°56′8″O / 40.05278, -97.93556. Según la Oficina del Censo de los Estados Unidos, Hardy tiene una superficie total de 187.04 km², de la cual 186.77 km² corresponden a tierra firme y (0.14%) 0.26 km² es agua.

## Demografía
Según el censo de 2010, había 340 personas residiendo en Hardy. La densidad de población era de 1,82 hab./km². De los 340 habitantes, Hardy estaba compuesto por el 99.41% blancos, el 0.59% eran afroamericanos, el 0% eran amerindios, el 0% eran asiáticos, el 0% eran isleños del Pacífico, el 0% eran de otras razas y el 0% pertenecían a dos o más razas. Del total de la población el 0.29% eran hispanos o latinos de cualquier raza.